# سوارکاری در المپیک تابستانی ۱۹۶۴
سوارکاری در بازی‌های المپیک تابستانی ۱۹۶۴ نام رویداد ورزش سوارکاری در بازی‌های المپیک تابستانی بود که در سال ۱۹۶۴ برگزار شد.

## جدول مدال‌ها
| رتبه | کشور                      | طلا | نقره | برنز | مجموع |
| ۱    | تیم متحد آلمان (EUA)      | ۲   | ۲    | ۲    | ۶     |
| ۲    | ایتالیا (ITA)             | ۲   | ۰    | ۱    | ۳     |
| ۳    | فرانسه (FRA)              | ۱   | ۱    | ۰    | ۲     |
| ۳    | سوئیس (SUI)               | ۱   | ۱    | ۰    | ۲     |
| ۵    | آرژانتین (ARG)            | ۰   | ۱    | ۰    | ۱     |
| ۵    | ایالات متحده آمریکا (USA) | ۰   | ۱    | ۰    | ۱     |
| ۷    | اتحاد شوروی (URS)         | ۰   | ۰    | ۲    | ۲     |
| ۸    | بریتانیای کبیر (GBR)      | ۰   | ۰    | ۱    | ۱     |